# Bad Kleinen
Bad Kleinen (Kleinen jusqu'en 1915) est une commune allemande située dans l'arrondissement du Mecklembourg-du-Nord-Ouest du Land de Mecklembourg-Poméranie-Occidentale.

## Géographie
Bad Kleinen est située au bord du lac de Schwerin, entre les villes de Wismar et Schwerin.

## Quartiers
| - Fichtenhusen - Gallentin - Glashagen | - Hoppenrade - Losten - Niendorf | - Wendisch Rambow |

## Histoire
Kleinen fut mentionnée pour la première fois en 1178 dans un document officiel du pape Alexandre III.